# Hermann Marsow
Hermann Marsow, auch Hermannus Marssau (* um 1485 in Riga; † 1555 in Tartu ?) lutherischer Theologe und Reformator von Livland.

## Leben
Angeblich hat er 1505 an der Universität Greifswald mit einem Studium begonnen. Er schrieb sich im Juli 1523 in die Wittenberger Universitätsmatrikel, als „Hermannus Marssau de Riga vratislaurien“ ein. Auf Empfehlung Martin Luthers kehrte er nach Livland zurück, wo er als Prediger in Dorpat angestellt wurde. Dort wurde er jedoch vom Bischof Johann II. von Blankenfelde schnell vertrieben und wechselte daher im Juli 1524 nach Reval.
Als Prediger geriet er in Gegensatz zu Johann Ossenbrugge und anderen ehemaligen Ordensleuten, die sich ebenfalls evangelisch nannten. Marsow erwirkte sich zwar ein Gutachten Luthers, doch um seiner herausfordernden Haltung willen ließ ihn der Rat ausweisen. Indessen erklärte sich Luther gegen Ossenbrugge, der daraufhin nach Münster ging. An seine Stelle wurde Nikolaus Glossenus nach Reval berufen. Marsow jedoch konnte nunmehr am 1. Juni 1529 nach Dorpat kommen, wo er als erster die schwärmerische Art Melchior Hofmanns erkannte und nach heftigen Kämpfen ihn zum Abzug nötigte. 
Am 30. April 1550 kehrte er nach Reval zurück, wo er Priester in der Katharinenkirche war, trat von diesem Amt am 26. Oktober 1554 mit seinem Kollegen zurück und verstarb bald darauf im Jahre 1555 im dortigen Kloster.